# 群馬県立館林商工高等学校
群馬県立館林商工高等学校 （ぐんまけんりつ たてばやししょうこうこうとうがっこう）は、群馬県邑楽郡明和町南大島にある県立高等学校。一般に「館商工（かんしょうこう）」または「商工（しょうこう）」と呼ばれる。

## 教育目標
- 1 真理を求め、自ら考える力を養う。
- 2 勤労と奉仕を尊び、自律する精神を涵養する。
- 3 スポーツ,文化活動を愛し、明るくたくましい心身を育てる。

## 沿革
本校は1951年（昭和26年）に設置された群馬県立館林高等学校商業科をその源とする。1985年（昭和60年）に分離し工業科を併設して独立した。
- 1984年（昭和59年）- 4月に開校準備室を群馬県立前橋工業高等学校内に設置する。11月に群馬県立館林高等学校内に移動。校歌制定。
- 1985年（昭和60年）- 開校
- 1987年（昭和62年）- 開校記念式典挙行
- 1991年（平成3年）- セミナーハウス竣工
- 1994年（平成6年）- 開校10周年記念式典挙行
- 2002年（平成14年）- 二学期制と学科改編を実施
- 2004年（平成16年）- 開校20周年記念式典挙行

## 学科
- 商業系と工業系のくくり募集である。
  - 生産システム科（機械システムコース・電気システムコース）
  - 建築科
  - 情報ビジネス科
  - 総合ビジネス科

## 交通アクセス
ちょうど駅と駅の中間に学校が位置するため、最寄駅へは徒歩で20分程度。
- 東武伊勢崎線/茂林寺前駅より徒歩約22分。
- 東武伊勢崎線/川俣駅より徒歩約16分。

館林商工前という千代田町役場前から運行している館林・明和・千代田線のバスの停留所があるので、電車以外の交通手段もある。

## 出身者
- 篠木正啓（お笑い芸人、ぽ〜くちょっぷ）